# Chingford
Chingford est une ville à l'est de Londres, en Angleterre, située dans le comté historique d'Essex. Situé à la lisière de la forêt d'Epping, avec la rivière Lea à l'ouest, Woodford Green et Buckhurst Hill à l'est et Walthamstow au sud, il se trouve à 13,8 km au nord-est de Charing Cross et compte une population de 66 211 à partir de 2011. Il comprend les régions de Chingford Hatch, Chingford Mount, Friday Hill, Hale End, Highams Park, North Chingford et South Chingford.
La ville s'est considérablement développée à la fin du XIXe siècle, faisant partie de l'agglomération de Londres. Il a été inclus dans le district de la police métropolitaine en 1840 et est devenu partie du district postal de Londres en 1856, la zone du code postal NE étant remplacée par E en 1866.
L'ancienne paroisse civile de Chingford faisait partie des Waltham cent of Essex, devenant un district urbain en 1894 à la suite de son expansion dans l'agglomération métropolitaine, et un arrondissement municipal en 1938. Le conseil était basé à Chingford Town Hall jusqu'en 1965, date à laquelle remplacé par la zone d'autorité locale de l'arrondissement londonien de Waltham Forest lors de la formation du comté cérémoniel du Grand Londres.

## Toponymie
La rivière Ching traverse la région et la ville de Chingford est à proximité d'un certain nombre de gués de cette rivière. Cependant, les anciennes cartes et descriptions donnent un nom à la colonie bien avant que la rivière n'ait un nom et il est probable que le nom de la rivière «Ching» soit apparu longtemps après que la colonie ait été nommée. Le point de vue alternatif est que le gué a traversé la Lea et qu'un emplacement près de Cook's Ferry a été suggéré. 
La région de Chingford est référencée dans le livre de Doomsday comme "Cingefort" de 1066AD.  On pense que, de la même manière que Kingston upon Thames apparaît dans le Domesday Book of 1086AD sous le nom de Chingestone et Chingetun (e), avec ching étant un vieil anglais pour le roi, que Chingford pourrait se référer à King's River et Kings Ford. Cette idée est aggravée par des liens avec la royauté utilisant la région pour la chasse dans les siècles passés, avec le pavillon de chasse de la reine Elizabeth [4] toujours debout à North Chingford. En outre, il existe des preuves que le roi Harold Harefoot a vécu à Chingford et dans les environs au XIe siècle, une date qui est liée à l'utilisation en vieil anglais de "Ching" pour King.
Une autre explication suggérée par les généalogistes de noms de lieux est que le nom de la colonie a son origine comme "Shingly Ford" - c'est-à-dire un gué au-dessus d'une voie navigable contenant des bardeaux. Cependant, l'affirmation des généalogistes est probablement incorrecte, car l'utilisation du nom de lieu "Cingefort" dans le livre Doomsday est antérieure à la création du mot "Shingle". La première utilisation connue du mot anglais moyen bardeau est 1200AD et le mot n'a été utilisé pour décrire des pierres en vrac sur une voie navigable que trois siècles plus tard dans les années 1500.

## Repères
Un point de repère local notable est le pavillon de chasse de la reine Elizabeth. Initialement appelé le Grand Standing, il a été construit pour le roi Henri VIII en 1543 et a été utilisé comme tribune pour regarder la chasse au cerf, bien qu'il ait été fortement modifié au fil du temps. Le bâtiment est situé sur Chingford Plain dans la forêt d'Epping et est ouvert au public. Le lodge est préservé en vertu de la loi sur la préservation de la forêt d'Epping.
À l'origine une grange construite au milieu du XIXe siècle, Butler's Retreat, un bâtiment classé Grade II, est l'une des quelques retraites victoriennes restantes dans la forêt. Le bâtiment est adjacent au pavillon de chasse de la reine Elizabeth et tire son nom de l'occupant de 1891 John Butler. Les retraites servaient à l'origine des rafraîchissements sans alcool dans le cadre du mouvement Temperance. Après la fermeture en 2009, le bâtiment a été rénové par la City of London Corporation et rouvert en tant que café en 2012. 
L'église All Saints de Chingford Mount (connue localement sous le nom de Old Church) remonte au XIIe siècle. Directement en face de l'église se trouve le cimetière de Chingford Mount, mieux connu aujourd'hui comme le lieu de sépulture de la famille Kray. 

## Friday Hill House
Friday Hill House, Simmons Lane, au large de Friday Hill, datant de 1839, était un manoir construit et possédé par Robert Boothby Heathcote, qui était à la fois le seigneur du manoir et le recteur de l'église locale. C'est lui qui a payé la construction de l'église Saint-Pierre-et-Saint-Paul à Chingford. Il est enterré dans le caveau de la famille Boothby dans le cimetière de tous les saints (Chingford Old Church), Old Church Road. La voûte a été achetée par Robert Boothby (décédé en 1733), qui vivait dans l'ancien manoir. Le bâtiment actuel a été utilisé comme centre de formation continue mais a été mis en vente en 2012. 
Pimp Hall Dovecote est situé dans une zone verte au bas de Friday Hill et peut être vu en entrant dans la réserve naturelle de Pimp Hall. Le pigeonnier, qui avait un espace de nidification pour 250 oiseaux, appartenait à Pimp Hall (à l'origine Pympe's Hall), l'un des trois manoirs autour de Chingford. En 1838, le domaine a été repris et est devenu une partie du domaine Chingford Earls. La ferme qui lui est associée a survécu juste avant la Seconde Guerre mondiale. Ce pigeonnier est représenté dans la mosaïque du patrimoine du millénaire sur le devant de la salle de l'Assemblée de Chingford. C'est le quatrième élément en bas sur le côté gauche de la mosaïque, voir également la clé. Une légende locale raconte comment, à une occasion, Charles II était parti chasser dans la forêt d'Epping et avait été pris dans une tempête de neige. Il se réfugia à Pimp Hall et fut si ravi de la nourriture qui lui fut offerte qu'il tira joyeusement son épée et fit chevalier le joint de bœuf en déclarant que c'était maintenant Sir Loin. Soit cette histoire a amené le pub voisin sur Friday Hill à être appelé "The Sirloin" ou vice versa.

## Obélisque de Pole Hill
Un obélisque de granit à Pole Hill a été érigé en 1824 sous la direction de l'astronome royal, le révérend John Pond M.A., pour marquer le nord vrai pour les télescopes de l'Observatoire royal de Greenwich, au sud de la Tamise. Il a été placé sur un terrain élevé le long de la ligne du méridien de Greenwich, mais quand il a été recalibré plus tard au XIXe siècle, l'obélisque a été réputé avoir été érigé à 19 pieds (5,8 m) à l'ouest de la ligne méridienne révisée. Aujourd'hui, un pilier de triangulation adjacent marque la ligne moderne. 
L'hôtel de ville de Chingford, datant de 1929, se trouve sur le Ridgeway à Chingford. Il a été plus récemment connu sous le nom de bureaux municipaux de Chingford. Le site a été vendu à des promoteurs immobiliers qui ont construit des immeubles sur le terrain et le bâtiment de la mairie a ensuite été converti en appartements.